# レータ・カログリディス
レータ・エリザベス・カログリディス（Laeta Elizabeth Kalogridis、1965年8月30日 - ）は、アメリカ合衆国の脚本家。

## フィルモグラフィ
| 年          | 作品                                                 | クレジット                                   |
| ----------- | ---------------------------------------------------- | -------------------------------------------- |
| 2002        | ゴッサム・シティ・エンジェル Birds of Prey           | 製作総指揮 脚本（第2話「液体人間スリック」） |
| 2004        | アレキサンダー Alexander                             | 脚本                                         |
| 2006        | ナイト・ウォッチ Night Watch                         | 脚本 (英語版)                                |
| 2007        | レジェンド・オブ・ウォーリアー 反逆の勇者 Pathfinder | 脚本                                         |
| 2007        | バイオニック・ウーマン Bionic Woman                  | 製作総指揮 脚本（「Pilot」）                 |
| 2009        | アバター Avatar                                      | 製作総指揮                                   |
| 2010        | シャッター アイランド Shutter Island                 | 製作総指揮 脚本                              |
| 2013        | ホワイトハウス・ダウン White House Down              | 製作                                         |
| 2018 - 2020 | オルタード・カーボン Altered Carbon                  | ショーランナー、脚本、製作総指揮             |
| 2018        | アリータ: バトル・エンジェル Alita: Battle Angel     | 脚本                                         |
| 2022        | アンビュランス Ambulance                             | エグゼクティブ・プロデューサー               |

## その他
2007年から2008年にかけて全米脚本家組合が行ったストライキでは、調停役を務めた。
ハリウッドにて製作が発表された日本のライトノベル『ソードアート・オンライン』の実写ドラマ化において、レータがパイロット版エピソードの脚本を務めることになった。また、デヴィッド・エリソン、デイナ・ゴールドバーグ、マーシー・ロスと共にエグゼクティブ・プロデューサーを務める。